# Польські близнюки (шахи)
По́льські близнюки́ — ідея утворення близнюків у шаховій композиції в такий спосіб: для утворення нової позиції всі фігури міняють колір на протилежний.

## Історія
Цей спосіб утворення близнюків запропонували шахові композитори з Польщі.
Перший близнюк має певне рішення. Після зміни кольору на протилежний всіх шахових фігур, що є на шахівниці, задача має відповідно інший розв'язок.
Цей спосіб утворення близнюків дістав назву — польські близнюки, оскільки цей спосіб утворення близнюків запропонували польські проблемісти.
|   | a | b | c | d | e | f | g | h |   |
| 8 | g6 чорний король · e5 біла тура · f3 білий пішак · e2 білий король · h2 чорний кінь · b1 чорний слон | g6 чорний король · e5 біла тура · f3 білий пішак · e2 білий король · h2 чорний кінь · b1 чорний слон | g6 чорний король · e5 біла тура · f3 білий пішак · e2 білий король · h2 чорний кінь · b1 чорний слон | g6 чорний король · e5 біла тура · f3 білий пішак · e2 білий король · h2 чорний кінь · b1 чорний слон | g6 чорний король · e5 біла тура · f3 білий пішак · e2 білий король · h2 чорний кінь · b1 чорний слон | g6 чорний король · e5 біла тура · f3 білий пішак · e2 білий король · h2 чорний кінь · b1 чорний слон | g6 чорний король · e5 біла тура · f3 білий пішак · e2 білий король · h2 чорний кінь · b1 чорний слон | g6 чорний король · e5 біла тура · f3 білий пішак · e2 білий король · h2 чорний кінь · b1 чорний слон | 8 |
| 7 | g6 чорний король · e5 біла тура · f3 білий пішак · e2 білий король · h2 чорний кінь · b1 чорний слон | g6 чорний король · e5 біла тура · f3 білий пішак · e2 білий король · h2 чорний кінь · b1 чорний слон | g6 чорний король · e5 біла тура · f3 білий пішак · e2 білий король · h2 чорний кінь · b1 чорний слон | g6 чорний король · e5 біла тура · f3 білий пішак · e2 білий король · h2 чорний кінь · b1 чорний слон | g6 чорний король · e5 біла тура · f3 білий пішак · e2 білий король · h2 чорний кінь · b1 чорний слон | g6 чорний король · e5 біла тура · f3 білий пішак · e2 білий король · h2 чорний кінь · b1 чорний слон | g6 чорний король · e5 біла тура · f3 білий пішак · e2 білий король · h2 чорний кінь · b1 чорний слон | g6 чорний король · e5 біла тура · f3 білий пішак · e2 білий король · h2 чорний кінь · b1 чорний слон | 7 |
| 6 | g6 чорний король · e5 біла тура · f3 білий пішак · e2 білий король · h2 чорний кінь · b1 чорний слон | g6 чорний король · e5 біла тура · f3 білий пішак · e2 білий король · h2 чорний кінь · b1 чорний слон | g6 чорний король · e5 біла тура · f3 білий пішак · e2 білий король · h2 чорний кінь · b1 чорний слон | g6 чорний король · e5 біла тура · f3 білий пішак · e2 білий король · h2 чорний кінь · b1 чорний слон | g6 чорний король · e5 біла тура · f3 білий пішак · e2 білий король · h2 чорний кінь · b1 чорний слон | g6 чорний король · e5 біла тура · f3 білий пішак · e2 білий король · h2 чорний кінь · b1 чорний слон | g6 чорний король · e5 біла тура · f3 білий пішак · e2 білий король · h2 чорний кінь · b1 чорний слон | g6 чорний король · e5 біла тура · f3 білий пішак · e2 білий король · h2 чорний кінь · b1 чорний слон | 6 |
| 5 | g6 чорний король · e5 біла тура · f3 білий пішак · e2 білий король · h2 чорний кінь · b1 чорний слон | g6 чорний король · e5 біла тура · f3 білий пішак · e2 білий король · h2 чорний кінь · b1 чорний слон | g6 чорний король · e5 біла тура · f3 білий пішак · e2 білий король · h2 чорний кінь · b1 чорний слон | g6 чорний король · e5 біла тура · f3 білий пішак · e2 білий король · h2 чорний кінь · b1 чорний слон | g6 чорний король · e5 біла тура · f3 білий пішак · e2 білий король · h2 чорний кінь · b1 чорний слон | g6 чорний король · e5 біла тура · f3 білий пішак · e2 білий король · h2 чорний кінь · b1 чорний слон | g6 чорний король · e5 біла тура · f3 білий пішак · e2 білий король · h2 чорний кінь · b1 чорний слон | g6 чорний король · e5 біла тура · f3 білий пішак · e2 білий король · h2 чорний кінь · b1 чорний слон | 5 |
| 4 | g6 чорний король · e5 біла тура · f3 білий пішак · e2 білий король · h2 чорний кінь · b1 чорний слон | g6 чорний король · e5 біла тура · f3 білий пішак · e2 білий король · h2 чорний кінь · b1 чорний слон | g6 чорний король · e5 біла тура · f3 білий пішак · e2 білий король · h2 чорний кінь · b1 чорний слон | g6 чорний король · e5 біла тура · f3 білий пішак · e2 білий король · h2 чорний кінь · b1 чорний слон | g6 чорний король · e5 біла тура · f3 білий пішак · e2 білий король · h2 чорний кінь · b1 чорний слон | g6 чорний король · e5 біла тура · f3 білий пішак · e2 білий король · h2 чорний кінь · b1 чорний слон | g6 чорний король · e5 біла тура · f3 білий пішак · e2 білий король · h2 чорний кінь · b1 чорний слон | g6 чорний король · e5 біла тура · f3 білий пішак · e2 білий король · h2 чорний кінь · b1 чорний слон | 4 |
| 3 | g6 чорний король · e5 біла тура · f3 білий пішак · e2 білий король · h2 чорний кінь · b1 чорний слон | g6 чорний король · e5 біла тура · f3 білий пішак · e2 білий король · h2 чорний кінь · b1 чорний слон | g6 чорний король · e5 біла тура · f3 білий пішак · e2 білий король · h2 чорний кінь · b1 чорний слон | g6 чорний король · e5 біла тура · f3 білий пішак · e2 білий король · h2 чорний кінь · b1 чорний слон | g6 чорний король · e5 біла тура · f3 білий пішак · e2 білий король · h2 чорний кінь · b1 чорний слон | g6 чорний король · e5 біла тура · f3 білий пішак · e2 білий король · h2 чорний кінь · b1 чорний слон | g6 чорний король · e5 біла тура · f3 білий пішак · e2 білий король · h2 чорний кінь · b1 чорний слон | g6 чорний король · e5 біла тура · f3 білий пішак · e2 білий король · h2 чорний кінь · b1 чорний слон | 3 |
| 2 | g6 чорний король · e5 біла тура · f3 білий пішак · e2 білий король · h2 чорний кінь · b1 чорний слон | g6 чорний король · e5 біла тура · f3 білий пішак · e2 білий король · h2 чорний кінь · b1 чорний слон | g6 чорний король · e5 біла тура · f3 білий пішак · e2 білий король · h2 чорний кінь · b1 чорний слон | g6 чорний король · e5 біла тура · f3 білий пішак · e2 білий король · h2 чорний кінь · b1 чорний слон | g6 чорний король · e5 біла тура · f3 білий пішак · e2 білий король · h2 чорний кінь · b1 чорний слон | g6 чорний король · e5 біла тура · f3 білий пішак · e2 білий король · h2 чорний кінь · b1 чорний слон | g6 чорний король · e5 біла тура · f3 білий пішак · e2 білий король · h2 чорний кінь · b1 чорний слон | g6 чорний король · e5 біла тура · f3 білий пішак · e2 білий король · h2 чорний кінь · b1 чорний слон | 2 |
| 1 | g6 чорний король · e5 біла тура · f3 білий пішак · e2 білий король · h2 чорний кінь · b1 чорний слон | g6 чорний король · e5 біла тура · f3 білий пішак · e2 білий король · h2 чорний кінь · b1 чорний слон | g6 чорний король · e5 біла тура · f3 білий пішак · e2 білий король · h2 чорний кінь · b1 чорний слон | g6 чорний король · e5 біла тура · f3 білий пішак · e2 білий король · h2 чорний кінь · b1 чорний слон | g6 чорний король · e5 біла тура · f3 білий пішак · e2 білий король · h2 чорний кінь · b1 чорний слон | g6 чорний король · e5 біла тура · f3 білий пішак · e2 білий король · h2 чорний кінь · b1 чорний слон | g6 чорний король · e5 біла тура · f3 білий пішак · e2 білий король · h2 чорний кінь · b1 чорний слон | g6 чорний король · e5 біла тура · f3 білий пішак · e2 білий король · h2 чорний кінь · b1 чорний слон | 1 |
|   | a | b | c | d | e | f | g | h |   |

b) польський тип
a) 1. Sg4 Te3 2. Kh5 f4 3. Lg6 Th3#
b) 1. f2   Sf3   2. Kf1 Lf5 3. Te2 Lh3#